# Éistibh, a Luchd an Tighe-se
Éistibh, a Luchd an Tighe-se, traduzido como Ouça, Povo Desta Casa, é um poema datado de c. 1500 (ver literatura do século XV), composto por Iseabail Ní Mheic Cailéin, uma filha de Colin Campbell, I Conde de Argyll (morto em 1493).
Thomas Owen Clancy observa que Éistibh, a Luchd an Tighe-se "é uma ostentação bastante obscena para o círculo da corte sobre o tamanho e a potência do pênis de seu padre doméstico. A autenticidade da atribuição a Iseabail foi questionada, mas sem fundamentos substanciais." Edições "diplomáticas" foram publicadas no século XX, e somente em 2008 foi publicado o texto não expurgado, com tradução.

## O texto
Estyf, a lucht in ti so,

re skail na bod breour,

dy hantyth mo chreissy

cwt dane skallow dy screyf.

Da leneour bod braiwillycht

dy vy sin amsyr royn,

tak far in nvrd ċrawe so

bod is ċaf mor roynne.

Bod mo haggird horistil

ga ty go fad sessowyt,

otha keynn an quhallavir

in reyf ata na vackann.

Atta reyf roiravyr

an sin sne skail breg,

notcha cholai choyravyr

woa vod arriss es.

Estyve.
Ortografia gaélica
Éistibh a luchd an tighe-se

re scél na mbod bríoghmhar

do shanntaich mo chridhe-sa

cuid dana scéalaibh do sgríobhadh.

Cé líonmhor bod bréagh-bhileach

do bhí san aimsir romhainn

tá aig fear an úird chrábhaidh seo

bod as cho mór righinn.

Bod mo shagairt thuarasdail

cé tá cho fada seasmhach

o tha céin ní chualabhair

an reabh atá ina mhacan.

Atá a riabh ro-reamhar

an sin ’s ní h-é scéal bréagach

nocha [chuala] cho-reamhar

mhotha bhod arís. Éistibh.

Tradução em inglês
Listen, people of this house,

to the tale of the powerful penis

which has made my heart greedy.

I will write some of the tale.

Although many beautiful tree-like penises

have been in the time before,

this man of the religious order

has a penis so big and rigid.

The penis of my household priest,

although it is so long and firm,

the thickness of his manhood

has not been heard of for a long time.

That thick drill  of his,

and it is no word of a lie,

never has its thickness been heard of

or a larger penis.

Tradução Mais Fluente
O Hark ye, ye folk of this house,

To this tale of a powerful prick,

With envy, it makes my heart sick.

Now, to write more of this tale ...

Though there’ve been many dicks like a tree,

In times long gone bye, before me,

This prelate has a prick

That’s so high, hard and thick!

My household-priest’s schlong

Is firm, fat, and lasts long.

The like of his member

Hasn’t been heard of for as long as I can remember.

That thick drill of a prick!

Hark ye, I promise, no lies.

Since Fergus’s dick

I’ve never seen one of that size.